# David Rose RP-4
Il David Rose RP-4 era un aereo statunitense, dimostratore tecnologico monoposto, destinato a conquistare il record mondiale di velocità per velivoli ad elica, e rimasto allo stadio di prototipo incompleto.

## Storia del progetto
Dopo aver compiuto oltre 2 500 ore di volo come pilota militare e una carriera come pilota civile a bordo dei Boeing 757, Boeing 767 e McDonnell Douglas MD-11, David Rose andò in pensione, ma non abbandonò il mondo dell'aviazione. Messosi a gareggiare come pilota sportivo, vinse quattro volte in cinque anni, nella categoria “Sport Biplane” delle National Air Races di Reno, Nevada.
Ossessionato dalla velocità, nel 1999 acquistò il prototipo Mach-Buster appositamente concepito per l'alta velocità dall'Ames Research Center della NASA a Moffet Field, California. Tale velivolo era stato progettato per utilizzare un motore a pistoni, azionante una speciale elica studiata dalla NASA, con cui avrebbe dovuto superare il muro del suono, ma ciò si rivelò impossibile. Nel 2003 Rose venne insignito del Premio Pulitzer per l'aviazione, che gli fu consegnato presso lo Smithsonian Institute di Washington, e iniziò lo sviluppo di un nuovo velivolo, designato "Renegade", dotato di elica propulsiva con cui avrebbe dovuto battere il record mondiale di velocità per velivoli ad elica, raggiungendo gli 850 km/h (528 mph). Progettato per rimanere integro anche dopo urti a 300 mph (483 km/h), il prototipo si rivelò impossibile da portare in volo, ed allora Rose iniziò a costruire un nuovo velivolo bimotore, designato RP-4. Il progetto fu curato dallo stesso Rose, coadiuvato da Erich Hereth e dall'ingegnere Jerry Baer.

## Tecnica
Velivolo da competizione, monoplano, monoposto, bimotore. L'ala media dritta, ha uno spessore massimo di 11 cm, ed al suo interno scorrono 60 metri di tubazioni in lega leggera per il liquido di raffreddamento del propulsore. Tali tubazioni sono a loro volta immerse in un liquido a base di acqua e glicole che trasmette il calore alla superficie alare al fine di dissiparlo. Il liquido di interscambio è dotato di un apposito radiatore di raffreddamento durante il rullaggio, posto in coda. L'olio del motore è raffreddato tramite uno scambiatore di calore a comando termostatico. Il sistema di condizionamento è azionato da un compressore che provvede sia a raffreddare l'aria di aspirazione dei motori, che a inviare aria fredda e secca all'abitacolo del pilota. La fusoliera è costruita in tubi di molibdeno.
I propulsori in tandem sono due 8V Dart "Big M" con compressore, ognuno erogante la potenza di 2 700 hp, alimentati da un'apposita benzina a 110 ottani con un consumo di 550 litri/ora. I due motori sono collegati tra loro da un solo gruppo riduttore, ed azionanti speciale eliche controrotanti dotate di pale a scimitarra “Unducted Fan Technology” sviluppate dalla NASA. Il singolo gruppo riduttore è realizzato in modo che in caso di avaria ad uno dei motori, quello rimanente aziona entrambe le eliche, consentendo di atterrare in sicurezza. Il serbatoio di carburante, posto all'interno della fusoliera, ha una capienza di 460 litri. Il sistema di scarico produce, a pieno regime, una spinta addizionale di 160 kg.

## Impiego operativo
Destinato a competere nella Unlimited Class delle Reno Air Races, i lavori di costruzione del prototipo iniziarono nel 2005. Una modifica delle regole istituite dalla Reno Air Racing Association (RARA) ha impedito al pilota di gareggiare, e di conseguenza il lavoro sull'aereo, che era stato quasi completato, venne interrotto nel 2012.

### Annotazioni
1. ↑  David Rose ha pilotato molti tipi di aerei militari, tra cui i caccia North American F-86 Sabre e Lockheed F-104 Starfighter e il bombardiere Boeing B-52 Stratofortress, e ha preso parte a moltissime missioni belliche sul Vietnam.
2. ↑  Si tratta di un espertissimo strutturista.
3. ↑  Le pale a scimitarra sono costruite utilizzando 84 strati di fibra di carbonio prepreg, e hanno un diametro di 58 pollici.

### Fonti
1. 1 2 3 4 5 6 7 8 9  VFR Aviation n.30, dicembre 2017, p. 88.
2. 1 2 3 4 5 6 7 8  VFR Aviation n.30, dicembre 2017, p. 89.
3. ↑  Pilots of America.
4. ↑  Ffcars.
5. 1 2  San Diego Air and Space Museum.

### Periodici
- Il pazzesco RP-4 di David Rose, in VFR Aviation, n. 30, Grottaferrata, Aero Media Press TV, dicembre 2017,  pp. 88-89.